# Tat'jana Gojščik
Tat'jana Gennad'evna Gojščik, trasl. angl. Tatyana Goyshchik (in russo Татья́на Генна́дьевна Го́йщик?; Konovalovo, 6 luglio 1952), è un'ex velocista sovietica.

## Biografia
Tat'jana è nata a Konovalov nell'Oblast' di Irkutsk nell'allora Unione Sovietica. Ha iniziato a praticare l'atletica leggera a 20 anni.
Nel 1980 ha vinto la medaglia di bronzo ai campionati europei di atletica leggera nei 400 metri piani, successivamente ai Giochi olimpici di Mosca, ha vinto la medaglia d'oro nella staffetta 4 x 400 metri insieme alle sue compagne di squadra Tat'jana Proročenko, Nina Zjus'kova, Irina Nazarova.
Terminata la carriera, ha fatto l'allenatrice. Con il marito Alexander Nikolaevich Goyshchik, si è trasferita a Ščëlkovo vicino a Mosca.
Anche la sorella minore Olga Antonova è diventata un'atleta (nelle distanze sprint), parte della squadra nazionale dell'URSS, che ha vinto la medaglia di bronzo ai campionati europei di atletica leggera indoor e ai campionati del mondo di atletica leggera.

## Palmarès
| Anno                                 | Manifestazione | Sede         | Evento      | Risultato | Prestazione | Note  |
| ------------------------------------ | -------------- | ------------ | ----------- | --------- | ----------- | ----- |
| In rappresentanza della Germania Est |                |              |             |           |             |       |
| 1980                                 | Europei indoor | Sindelfingen | 400 m piani | Bronzo    | 52"71       |       |
| 1980                                 | Olimpiade      | Mosca        | 4x400 m     | Argento   | 3'20"35     | [ 5 ] |